# 马坦库尔
马坦库尔（法語：Mattaincourt，法語發音：[matɛ̃kuʁ] ⓘ）是法国大東部大區孚日省的一个市镇，属于讷沙托区。

## 地理
马坦库尔（48°16'44"N, 6°7'59"E）面积5.95 平方千米，位于法国大東部大區孚日省，该省份为法国东北部内陆省份，北起默兹省和默尔特-摩泽尔省，西接上马恩省，南至上索恩省和贝尔福地区省，东临上莱茵省和下莱茵省。
与马坦库尔接壤的市镇（或旧市镇、城区）包括：巴祖瓦耶和梅尼勒、多梅夫尔苏蒙福尔、伊蒙、米尔库、沃洛特和塔蒂涅库尔、弗罗维尔。

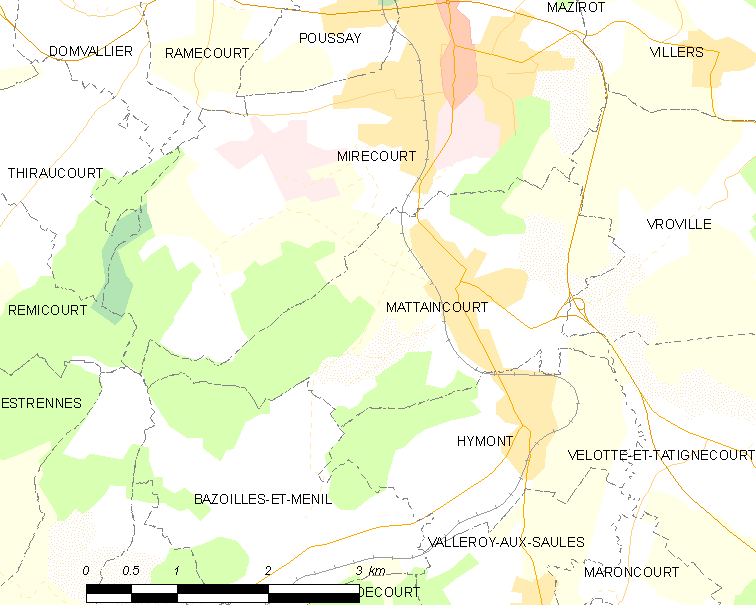
马坦库尔的OSM定位图

马坦库尔的时区为UTC+01:00、UTC+02:00（夏令时）。

## 行政
马坦库尔的邮政编码为88500，INSEE市镇编码为88292。

## 政治
马坦库尔所属的省级选区为米尔库尔县。

## 人口

1962-2008年间马坦库尔人口变化图示

马坦库尔于2022年1月1日时的人口数量为801人。